# Вейн Мур (плавець)
Вейн Мур (англ. Wayne Moore, 30 листопада 1931 — 20 лютого 2015) — американський плавець.
Олімпійський чемпіон 1952 року.
Переможець Панамериканських ігор 1955 року.